# Фалеев, Олег Михайлович
Оле́г Миха́йлович Фале́ев (род. 30 июля 1941 года, Киров, РСФСР, СССР) — российский военачальник. Начальник штаба – первый заместитель командующего Тихоокеанским флотом (1991—1997), вице-адмирал (1990).

## Биография
Родился 30 июля 1941 года в городе Кирове.
По окончании Высшего Военно-морского училища радиоэлектроники имени А. С. Попова в 1963 году был направлен на Северный флот, в город Северодвинск, в экипаж строящейся атомной подводной лодки «К-8». Был назначен на должность командира гидроакустической группы — инженера радиотехнической службы.
В 1970 году, уже в должности помощника командира АПЛ «К-8» участвовал в последнем трагическом её походе.
В дальнейшем проходил службу на командных должностях от командира атомной подводной лодки до заместителя командующего 1−й флотилией подводных лодок Северного флота. В этот же период Олег Михайлович окончил Высшие офицерские классы ВМФ с отличием и Военно−морскую Академию имени А. А. Гречко с «золотой медалью». В 1982—1985 годах — командир 6-й дивизии подводных лодок Северного флота. В должности первого заместителя командующего 1−й флотилии Северного флота Олег Фалеев руководил в 1985 году подготовкой командного состава соединений и командиров подводных лодок по овладению ими навыков управления кораблями и применению оружия, освоением и испытаниями атомных подводных лодок, новых проектов и нового оружия в условиях напряжённого плавания и отработки новых приёмов в тактике подводных лодок.
Спустя три года, в 1988 году Олег Михайлович назначается командующим 2-й флотилией подводных лодок Тихоокеанского флота на Камчатке. 2-я флотилия несла напряженную боевую службу на Тихом океане, осваивала поступившие в её состав атомные подводные лодки 3−го поколения.
В 1990 году О. М. Фалееву было присвоено воинское звание вице-адмирал. После окончания Военной Академии Генерального штаба в 1991 году (экстерном), был назначен на должность начальника штаба — первого заместителя командующего Тихоокеанским флотом.
В 1997 году вице-адмирал Фалеев вышел в запас по возрасту и поступил на работу в Учебный центр ВМФ в городе Обнинске.
С 1998 года руководит Калужской региональной общественной организации «Калужское Морское собрание», являясь её председателем.
Участвует в деятельности морских кадетских классов при лицее «Держава», Малой Академии наук «Интеллект будущего» (эксперт секции "Морская история); Федеральной научно-образовательной Всероссийской конференции «Юность, наука, культура»; Международной Ассоциации общественных организаций ВМФ и моряков-подводников (избран вице-президентом), Общественного Совета Центрального Федерального округа РФ (член президиума), Общественной палаты Калужской области (заместитель председателя), органов Управления ВМФ (эксперт по военно-морским вопросам).
В 2017 году вышла в свет его книга «Холодная война под водой» (рассказ очевидца) посвящённая катастрофе АПЛ «К-8».

## Награды
- орден «За военные заслуги»;
- орден Красной Звезды (Указ Президиума Верховного Совета СССР от 26 июня 1970 года № 5310-VII) — за проявленные мужество и героизм при спасении социалистического имущества (АПЛ «К-8»);
- орден «За службу Родине в ВС СССР» III степени;
- медаль «300 лет Российскому флоту»;
- медаль «За воинскую доблесть. В ознаменование 100-летия со дня рождения Владимира Ильича Ленина»;
- медаль «Двадцать лет победы в Великой Отечественной войне 1941—1945 гг.»;
- медаль «50 лет Вооружённых Сил СССР»;
- медаль «60 лет Вооружённых Сил СССР»;
- медаль «70 лет Вооружённых Сил СССР»;
- медаль «Ветеран Вооружённых Сил СССР»;
- медаль «За безупречную службу» I, II и III степеней;
- медаль «За укрепление боевого содружества»;
- медаль «За службу в подводных силах»;
- медаль «200 лет Министерству обороны»;
- орден «Во славу российского флота» II степени (Совет Федерации РФ, 8 декабря 2016 г.)[6];
- медаль «За заслуги перед Калужской областью» III степени[7];
- медаль «65 лет Калужской области»[8];
- множество общественных наград;
- звание – «Почётный ветеран города Обнинска» (2009);
- именной пистолет Макарова.